# Ménaka
Ménaka ist eine Siedlung und Gemeinde in der Region Ménaka in Mali. Die Gemeinde hat eine Fläche von etwa 20.960 Quadratkilometern und umfasst die Siedlung und umliegende Dörfer. Sie ist die Hauptstadt des gleichnamigen Kreises und der Region. Bei der Volkszählung 2009 hatte die Gemeinde 22.659 Einwohner. In der Gemeinde leben überwiegend Tuareg.

## Geschichte
Das Gebiet von Ménaka war ein Zentrum des Kaosenaufstand 1917 und eine Garnisonsstadt der Regierung während der Tuareg-Aufstände von 1961 bis 1964, 1990–1995 und 2007–2009. Zuletzt wurde Ménaka belagert und der Militärposten von ehemaligen Rebellen geplündert, die während eines kurzfristigen Aufstands im Mai-Juli 2006 in die malische Armee integriert worden waren. Die derzeitige Rebellengruppe Demokratische Allianz für den Wandel vom 23. Mai 2006 (Alliance Démocratique du 23 mai pour le Changement) geht auf diese Belagerung zurück. Am 25. November 2009 wurde der französische Staatsbürger Pierre Camatte aus einem Hotel in der Stadt Ménaka entführt und als Geisel genommen. Er kam 2010 in einem Gefangenenaustausch frei.
Am 17. Januar 2012 wurde Ménaka von der Nationale Bewegung für die Befreiung des Azawad (MNLA), einer Tuareg-Rebellengruppe, eingenommen, die am 19. November die Kontrolle über die Stadt an die Bewegung für Einheit und Dschihad in Westafrika und Al-Qaida im Islamischen Maghreb verlor.

## Einwohnerentwicklung
Die folgende Übersicht zeigt die Einwohnerzahlen nach dem jeweiligen Gebietsstand seit der Volkszählung 1998.
| Jahr          | Einwohner |
| ------------- | --------- |
| 1998 (Zensus) | 14.781    |
| 2009 (Zensus) | 22.659    |